# 잘 정의됨
수학에서 잘 정의된(영어로 well-defined) 것이라는 표현은, 어떠한 개념의 정의가 어떤 유일한(unique) 해석이나 값을 가리켜, 모순이나 애매함을 내포하지 않는다는 것을 이르는 말이다.
어떤 함수가 '잘 정의되었다'는 것은 input의 표현이 바뀌어도 값은 바뀌지 않았다면 항상 같은 유일한 값을 내놓는다는 것이다. 논리학적으로는 어떠한 논리적 진술에 애매성이 없다는 뜻으로도 사용된다.

## 같이 보기
- 동치관계
- 존재
- 잘 설정된 문제